# Repasse da taxa de câmbio
O repasse da taxa de câmbio (ERPT) é uma medida de como os preços internacionais respondem às mudanças nas taxas de câmbio.
Formalmente, o repasse da taxa de câmbio é a elasticidade dos preços de importação em moeda local em relação ao preço em moeda local da moeda estrangeira. Freqüentemente, é medido como a variação percentual, na moeda local, dos preços de importação resultante de uma variação de um por cento na taxa de câmbio entre os países exportadores e importadores. Uma mudança nos preços de importação afeta os preços de varejo e ao consumidor. Quando o repasse cambial é maior, há mais transmissão da inflação entre os países. O repasse da taxa de câmbio também está relacionado à lei do preço único e da paridade do poder de compra.

## Exemplo
Suponha que os EUA importem widgets do Reino Unido. Os widgets custam $ 10 e £ 1 custa $ 1. Em seguida, a libra esterlina se valoriza em relação ao dólar e agora £ 1 custa $ 1,50. Suponha também que os widgets agora custem $ 12,5
Houve uma variação de 50% na taxa de câmbio e uma variação de 25% no preço. O repasse da taxa de câmbio é
{\displaystyle {\frac {25\%}{50\%}}=.5.}
Para cada 1% de aumento na taxa de câmbio, houve um aumento de 0,5% no preço dos widgets.
Campa e Goldberg (2005) estimaram o repasse da taxa de câmbio de longo prazo aos preços de importação para os seguintes países, calculando a média entre os países de onde vieram as importações:
| País            | Repasse da taxa de câmbio de longo prazo |
| --------------- | ---------------------------------------- |
| Austrália       | 0,69                                     |
| Canadá          | 0,68                                     |
| Suíça           | 0,94                                     |
| República Checa | 0,61                                     |
| Alemanha        | 0,79                                     |
| Dinamarca       | 0,68                                     |
| Espanha         | 0,56                                     |
| Finlândia       | 0,82                                     |
| França          | 1,21                                     |
| Reino Unido     | 0,47                                     |
| Hungria         | 0,85                                     |
| Irlanda         | 1,37                                     |
| Islândia        | 0,76                                     |
| Itália          | 0,62                                     |
| Japão           | 1,26                                     |
| Holanda         | 0,77                                     |
| Noruega         | 0,79                                     |
| Nova Zelândia   | 0,62                                     |
| Polônia         | 0,99                                     |
| Portugal        | 0,88                                     |
| Suécia          | 0,59                                     |
| EUA             | 0,41                                     |

A medição do repasse da taxa de câmbio é normalmente realizada por meio de índices de preços agregados. Alguns estudos examinaram como as empresas em diferentes setores ou com diferentes custos de produção diferem em suas respostas às taxas de câmbio. Os estudos das diferenças no nível da empresa explicam por que o repasse da taxa de câmbio não é igual a um  e como a globalização causou uma diminuição no repasse da taxa de câmbio.